# Terra de Gurú
Terra de Gurú, y luego Bonvallet Mundial fue un programa de televisión por Internet de género deportivo transmitido por Terra. Fue conducido por el fallecido futbolista Eduardo Bonvallet en conjunto con Marco Sotomayor y posteriormente Cristián Peñailillo. Inició transmisiones el 4 de abril de 2012, emitiéndose durante 2014 su tercera y última temporada. Esta última temporada llegó a su fin en forma abrupta durante el mes de octubre de 2014, dejando de emitirse nuevos capítulos sin anuncio ni explicación por parte de Terra ni de los conductores del programa.
La temática del programa giraba en torno al análisis del fútbol nacional e internacional y la Selección chilena así como de los futbolistas abarcando aspectos tácticos, técnicos hasta anímicos y conductuales. El programa estaba cargado de una crítica dura y a la vez de un sátiro humor en los comentarios hacia el medio futbolístico nacional.
Antes del Mundial de 2014 el programa cambió de nombre a Bonvallet Mundial, hasta el cierre del programa.

## Conducción
- Eduardo Guillermo Bonvallet Godoy (2012-2014)
- Marco Gilberto Sotomayor Soto (2012-2013)
- Cristian Peñailillo (2014)